# Туркменистански манат
Манат (на туркменски: manat) е националната валута на Туркменистан. Въведена е на 1 ноември 1993 г., за да замени руската рубла при курс 1 манат за 500 рубли. Манатът се разделя на 100 тенге и получава ISO 4217 код TMM. На 1 януари 2009 г. е въведен новият манат с ISO 4217 код TMT при курс 5000 стари маната за 1 нов манат.

## Монети
През 1993 г. са въведени монети със стойност 1, 5, 10, 20 и 50 тенге. Тези от 1, 5 и 10 тенге са изсичани от стомана с медно покритие, а останалите – от стомана с никелово покритие. Първата серия монети съществуват кратко време, тъй като стойността на метала им скоро става повече, отколкото покупната им стойност. След период на висока инфлация са въведени нови монети от 500 и 1000 маната през 1999 г. Върху всички монети от този период е изобразен лика на президента.
По времето на монетната реформа от 2009 г. са издадени нови монети от 1, 2, 5, 10, 20 и 50 тенге с последващи двуметални 1 и 2 маната през 2010 г. Монетите от 1, 2 и 5 тенге са от стомана с медно покритие, докато тези от 10, 20 и 50 тенге са месингови. Вместо да изобразяват президента, тези монети показват карта на Туркменистан с Кулата на независимостта насложена отгоре. Всичките туркменски монети в обращение са изсечени от Великобритания.
- Монета от 1 тенге
- Монета от 5 тенге
- Монета от 10 тенге
- Монета от 20 тенге
- Монета от 50 тенге

## Банкноти

### Първи манат
През 1993 г. са въведени първите банкноти със стойности от 1, 5, 10, 20, 50, 100 и 500 маната, заменяйки рублата. Впоследствие са издадени банкноти от 1000 маната (1995 г.), 5000 и 10 000 маната (1996 г.). През 2005 г. са издадени нови банкноти от 50, 100, 500, 1000, 5000 и 10 000 маната. Всички банкноти, с изключение на тези от 1 и 5 маната, носят лика на президента Сапармурад Ниязов. Новите банкноти първоначално имат идеята да заменят първите манати при фиксиран курс от 1000 нови за 1 стар манат, но преоценяването е отложено и новите банкноти са пуснати в обращение заедно със старите. Новите монети имат само две стойности, от 500 и 1000 маната. И двете издания на валутата циркулиран в тандем до издаването на втория манат през 2009 г.

### Втори манат
След като хиперинфлацията значително девалвира валутата, се въвежда нов манат с фиксиран курс, заменящ стария манат в съотношение 1 нов манат = 5000 стари маната. Банкнотите от тази нова серия се отпечатват със стойности от 1, 5, 10, 20, 50, 100 и 500 маната. Като част от усилията на правителството на Туркменистан да се премахне култа към личността на Ниязов и да се разграничи текущото правителство, само най-ценната банкнота от 500 маната носи лика на бившия лидер. Тази банкнота, обаче, все още не е навлязла обращение. Другите банкноти включват изображения на сгради в Ашхабат или технологични постижения и портрети на Ахмад Санджар, Огуз хан, Махтумкули и други фигури от туркменската история.
| Текущи банкноти Архив на оригинала от 2012-10-06 в Wayback Machine. | Текущи банкноти Архив на оригинала от 2012-10-06 в Wayback Machine. | Текущи банкноти Архив на оригинала от 2012-10-06 в Wayback Machine. | Текущи банкноти Архив на оригинала от 2012-10-06 в Wayback Machine. | Текущи банкноти Архив на оригинала от 2012-10-06 в Wayback Machine. | Текущи банкноти Архив на оригинала от 2012-10-06 в Wayback Machine. | Текущи банкноти Архив на оригинала от 2012-10-06 в Wayback Machine. | Текущи банкноти Архив на оригинала от 2012-10-06 в Wayback Machine. |  |
| Изображение                                                         | Изображение                                                         | Стойност                                                            | Размер (mm)                                                         | Основен цвят                                                        | Описание                                                            | Описание                                                            | Дата на издаване                                                    |  |
| Лице                                                                | Гръб                                                                | Стойност                                                            | Размер (mm)                                                         | Основен цвят                                                        | Лице                                                                | Гръб                                                                | Дата на издаване                                                    |  |
| ------------------------------------------------------------------- | ------------------------------------------------------------------- | ------------------------------------------------------------------- | ------------------------------------------------------------------- | ------------------------------------------------------------------- | ------------------------------------------------------------------- | ------------------------------------------------------------------- | ------------------------------------------------------------------- |  |
|                                                                     |                                                                     | 1 манат                                                             | 120 x 60 mm                                                         | Светлозелен                                                         | Герб на Тукрменистан, Тогрул I                                      | Държавен културен център на Туркменистан                            | 2012 г.                                                             |  |
|                                                                     |                                                                     | 1 манат                                                             | 120 x 60 mm                                                         | Светлозелен                                                         | Герб на Тукрменистан, Тогрул I                                      | Летище Ашхабад, ТуркменСат 1                                        | 2017 г.                                                             |  |
|                                                                     |                                                                     | 5 маната                                                            | 126 x 63 mm                                                         | Светлокафяв                                                         | Герб на Тукрменистан, Ахмад Санджар                                 | Паметник на независимостта на Туркменистан, Арка на неутралитета    | 2012 г.                                                             |  |
|                                                                     |                                                                     | 10 маната                                                           | 132 x 66 mm                                                         | Червен                                                              | Герб на Тукрменистан, Махтумкули                                    | Централна банка на Туркменистан                                     | 2012 г.                                                             |  |
|                                                                     |                                                                     | 20 маната                                                           | 138 x 69 mm                                                         | Лилав                                                               | Герб на Тукрменистан, Короглу                                       | Рухиет                                                              | 2012 г.                                                             |  |
|                                                                     |                                                                     | 50 маната                                                           | 144 x 72 mm                                                         | Циан                                                                | Герб на Тукрменистан, Книга на Деде Коркут                          | Меджлис                                                             | 2009 г.                                                             |  |
|                                                                     |                                                                     | 100 маната                                                          | 150 x 75 mm                                                         | Син                                                                 | Герб на Тукрменистан, Огуз хан                                      | Дворцов комплекс „Огуз хан“                                         | 2014 г.                                                             |  |
|                                                                     |                                                                     | 500 маната                                                          | 156 x 78 mm                                                         | Златен                                                              | Герб на Тукрменистан, Сапармурат Ниязов                             | Джамия Туркменбаши Рухи                                             | 2009 г.                                                             |  |